# 231
| 231                |
| ------------------ |
| Dødsfald - Fødsler |
|                    |

| Gregoriansk kalender | 231 CCXXXI              |
| Ab urbe condita      | 984                     |
| Armensk kalender     | I/T                     |
| Kinesiske kalender   | 2927 – 2928 庚戌 – 辛亥 |
| Etiopisk kalender    | 223 – 224               |
| Jødisk kalender      | 3991 – 3992             |
| Hindukalendere       |                         |
| - Vikram Samvat      | 286 – 287               |
| - Shaka Samvat       | 153 – 154               |
| - Kali Yuga          | 3332 – 3333             |
| Iransk kalender      | 391 BP – 390 BP         |
| Islamisk kalender    | 403 BH – 402 BH         |

Se også 231 (tal)